# Juho Eerola
Juho Seppo Antero Eerola, né le 24 février 1975 à Kymi, est un homme politique et député, membre du Parti des Finlandais.

## Biographie
Juho Eerola est né dans le village de Laajakoski de la commune de Kymi. Il est élève au lycée de Karhula puis suis une formation d'infirmier,.
Juho Eerola est interprète coordonnateur aux services d'immigration de Kotka, comme entrepreneur dans l'industrie de la restauration et comme infirmier à l'hôpital psychiatrique de Laajakoski. 
Il a trois enfants et il appartient à l'Église évangélique luthérienne,.
Eerola est membre de Suomen Sisu, mais il démissionne de l'association après avoir constaté qu'elle a été transformée en arme contre lui et contre le Parti des Finlandais.

## Carrière politique
Aux élections législatives, Juho Eerola est élu député de  la circonscription de Kymi. Aux élections de 2015, 2019 et 2023, Juho Eerola est élu député de la circonscription de Finlande du Sud-Est.
Juho Eerola est premier vice-président du Parlement du 24 avril au 7 juin 2019, deuxième vice-président de juin 2019 à avril 2023 et de nouveau premier vice-président du 12 avril au 21 juin 2023, au début de la 39e législature.